# Insming
Pour les articles homonymes, voir Sarreinsming.
Insming [ɛ̃smɛ̃] est une commune française située dans le département de la Moselle, en région Grand Est.

## Géographie
Insming est un village situé en Lorraine dans le département de la Moselle qui se trouve au nord-est de la France.
| Nelling |            | Kappelkinger |
| Rening  | Insming    | Vittersbourg |
|         | Albestroff | Givrycourt   |

### Hydrographie
La commune est située dans le bassin versant du Rhin au sein du bassin Rhin-Meuse. Elle est drainée par l'Albe et le ruisseau le Matzengraben.
L'Albe, d'une longueur totale de 33,3 km, prend sa source dans la commune de Rodalbe et se jette  dans la Sarre à Sarralbe, après avoir traversé douze communes.

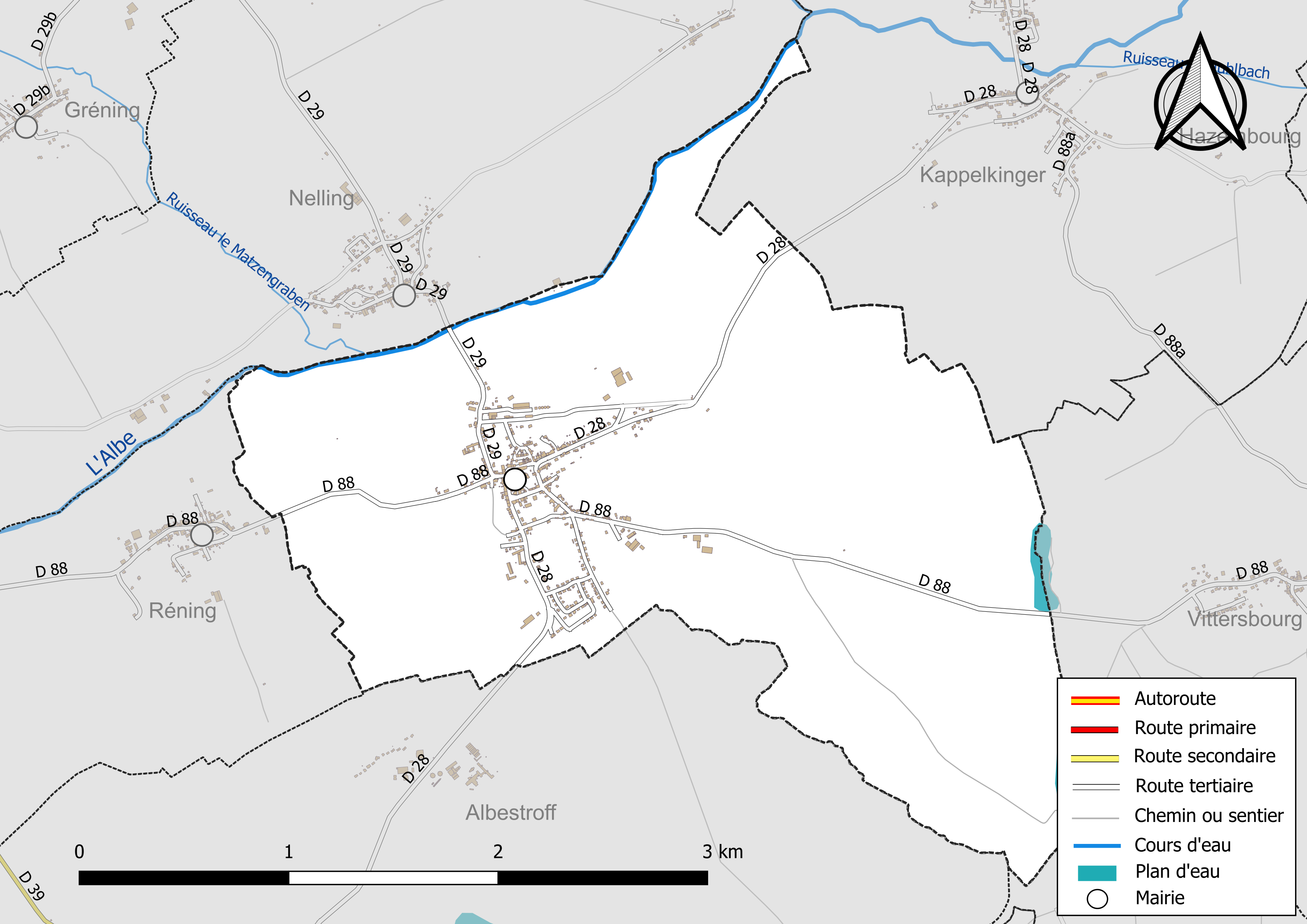
Réseaux hydrographique et routier d'Insming.

La qualité des eaux des principaux cours d’eau de la commune, notamment de l'Albe, peut être consultée sur un site spécial géré par les agences de l’eau et l’Agence française pour la biodiversité. Ainsi en 2020, dernière année d'évaluation disponible en 2022, l'état écologique de l'Albe était jugé médiocre (orange).

### Climat
Pour des articles plus généraux, voir Climat du Grand Est et Climat de la Moselle.
En 2010, le climat de la commune est de type climat des marges montargnardes, selon une étude du Centre national de la recherche scientifique s'appuyant sur une série de données couvrant la période 1971-2000. En 2020, Météo-France publie une typologie des climats de la France métropolitaine dans laquelle la commune est exposée à un climat semi-continental et est dans une zone de transition entre les régions climatiques « Lorraine, plateau de Langres, Morvan » et « Vosges ». 
Pour la période 1971-2000, la température annuelle moyenne est de 9,9 °C, avec une amplitude thermique annuelle de 17,1 °C. Le cumul annuel moyen de précipitations est de 780 mm, avec 12,1 jours de précipitations en janvier et 9,3 jours en juillet. Pour la période 1991-2020, la température moyenne annuelle observée sur la station météorologique de Météo-France la plus proche, « Kappelkinger_sapc », sur la commune de Kappelkinger à 3 km à vol d'oiseau, est de 10,6 °C et le cumul annuel moyen de précipitations est de 772,6 mm. 
La température maximale relevée sur cette station est de 38,8 °C, atteinte le 25 juillet 2019 ; la température minimale est de −19,6 °C, atteinte le 26 décembre 2010,,. 
Les paramètres climatiques de la commune ont été estimés pour le milieu du siècle (2041-2070) selon différents scénarios d'émission de gaz à effet de serre à partir des nouvelles projections climatiques de référence DRIAS-2020. Ils sont consultables sur un site spécial publié par Météo-France en novembre 2022.

## Urbanisme

### Typologie
Au 1er janvier 2024, Insming est catégorisée commune rurale à habitat dispersé, selon la nouvelle grille communale de densité à sept niveaux définie par l'Insee en 2022.
Elle est située hors unité urbaine et hors attraction des villes,.

### Occupation des sols
L'occupation des sols de la commune, telle qu'elle ressort de la base de données européenne d’occupation biophysique des sols Corine Land Cover (CLC), est marquée par l'importance des territoires agricoles (90,7 % en 2018), une proportion sensiblement équivalente à celle de 1990 (91,3 %). La répartition détaillée en 2018 est la suivante : 
terres arables (41,6 %), prairies (36,4 %), zones agricoles hétérogènes (12,7 %), zones urbanisées (8,6 %), forêts (0,7 %). L'évolution de l’occupation des sols de la commune et de ses infrastructures peut être observée sur les différentes représentations cartographiques du territoire : la carte de Cassini (XVIIIe siècle), la carte d'état-major (1820-1866) et les cartes ou photos aériennes de l'IGN pour la période actuelle (1950 à aujourd'hui).

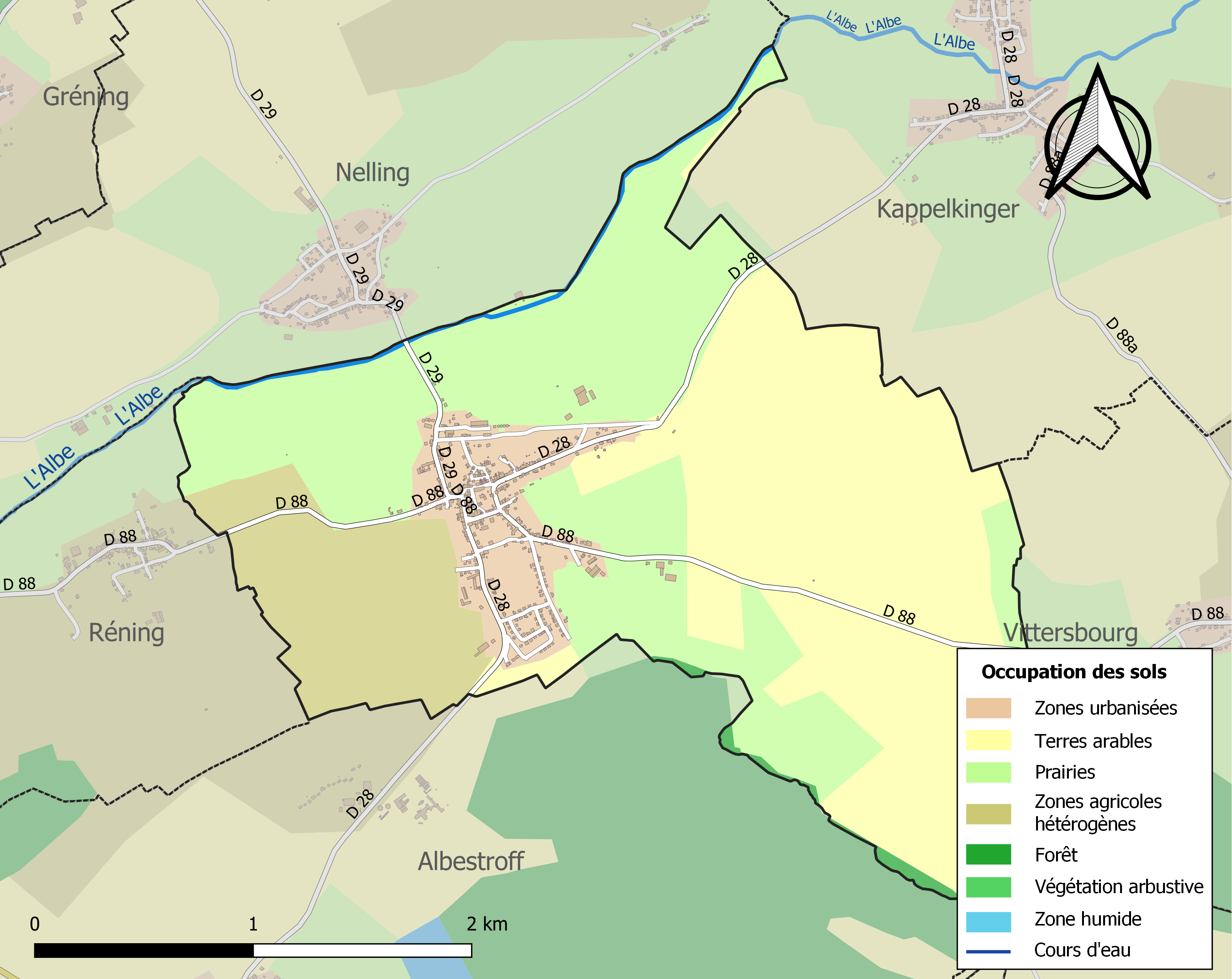
Carte des infrastructures et de l'occupation des sols de la commune en 2018 (CLC).

## Toponymie
- Almingas (775), Hasmingie villa (1102), Asmengia (1106), Asmingiam (1152), Asmenges (1268), Esmanges (1274), Amenges (1288), Amanges (1296), Esminga et Einsminga (1299), Ensminga (1340), Eynsmynga (XVe siècle), Einsmingen (1456), Amangen et Enssmingen (1594), Insuing (1793), Jusming (1801), Insmingen (1871-1918).

## Histoire

### Époque moderne
Insming existe au moins depuis le VIIIe siècle, désignée sous les diverses dénominations d'Asmangia, Esminga, Ensminga, Amange ou Ensmingen. D'après les titres, Insming est la plus ancienne commune de l'actuel canton d'Albestroff. Le village était dès le XIe siècle une dépendance minime des seigneuries que possédaient en Alsace et en Austrasie les puissants comtes de Ferrette et de Montbéliard. Au XIIe siècle, il y avait à Insming un prieuré dépendant de l'abbaye de Saint-Mihiel, dont la fondation remonte à la fin du XIe siècle. 
Au XVIe siècle, la cité, qui s'appelle alors Amange, est le siège d'une prévôté incluant les villages voisins de Nelling (et son annexe Rohrbach), Réning et Gréning, et fait partie du duché de Lorraine, tandis que les villages  voisins de Kinger, Vittersbourg, Givrycourt et Albestroff appartiennent à la principauté épiscopale de Metz, partie du Saint-Empire romain germanique. Cette position de ville frontière amène les ducs de Lorraine à fortifier Amange ; les murailles sont consolidées par le duc René II de Vaudémont à la fin du XVe siècle. Fief du bailliage d'Allemagne, subdivision du duché, Insming était le siège d'une sorte de tribunal appelé « mère-court », supprimé en 1691.
Durant la guerre de Trente Ans (1618-1648), les Suédois mettent le siège devant la place-forte en 1637. Ils entrent dans la ville et la ravagent entièrement à l'exception de la  tour forte centrale où s'étaient réfugiées les autorités locales avec une poignée de défenseurs. Lorsque les Suédois se retirent, toutes les maisons sauf une ont été détruites et la quasi totalité des habitants ont été massacrés. Les traités de Westphalie mettent fin à la guerre en 1648, et si le duché de Lorraine reste indépendant, les Trois-Évêchés voisins sont rattachés au royaume de France. En 1660, la prévôté d'Amange ne compte plus que 30 ménages, et en 1669 34 ménages. Louis XIV, dont les troupes occuperont le duché jusqu'en 1697,  repeuple le pays avec des Picards et des Vermandois, qui reconstruisent le nouvel Insming sur le plan de l'ancien Amange.
En 1697, le traité de Ryswick rend le duché de Lorraine au duc Léopold. Les ducs de Lorraine conservent leur souveraineté jusqu'en 1766, date à laquelle le duché (dont Insming) est rattaché au royaume de France à la mort du dernier duc de Lorraine Stanislas Leszczynski.

### Époque contemporaine
En 1790, lors de la création des départements consécutive à la Révolution française, Insming est intégrée au département de la Meurthe et fait partie du canton d'Albestroff.
Après la guerre de 1870 et la capitulation de la France en 1871, Insming fut annexée par le nouvel Empire allemand au sein du territoire impérial d'Alsace-Lorraine (Reichsland Elsaß-Lothringen). La commune est alors rebaptisée Insmingen et compte 743 habitants en 1889.
Après la première Guerre mondiale, l'armistice de 1918 et le traité de Versailles scellant en 1919 la paix entre l'Allemagne et les Alliés dont la France, Insming redevenue française est incluse dans le nouveau département de la Moselle.

## Politique et administration
| Période                                  | Période  | Identité                          | Étiquette | Qualité                                               |
| ---------------------------------------- | -------- | --------------------------------- | --------- | ----------------------------------------------------- |
| Les données manquantes sont à compléter. |          |                                   |           |                                                       |
| 1792                                     | 1796     | Jean Imhoff                       |           |                                                       |
| 1796                                     | 1798     | François Rémy                     |           |                                                       |
| 1798                                     | 1800     | Jean-Michel Charpentier           |           |                                                       |
| 1800                                     | 1803     | Nicolas Arnoule                   |           |                                                       |
| 1803                                     | 1805     | Jacques Betting                   |           |                                                       |
| 1805                                     | 1817     | J. Rémy                           |           |                                                       |
| 1817                                     | 1821     | P. Imhoff                         |           |                                                       |
| 1821                                     | 1826     | Christophe Augustin               |           |                                                       |
| 1826                                     | 1848     | Jean-Nicolas-Chrisostome Thiébaut |           |                                                       |
| 1848                                     | 1865     | Jean-Pierre Imhoff                |           |                                                       |
| 1865                                     | 1871     | Jean-Nicolas-Chrisostome Thiébaut |           | Chevalier de la Légion d'honneur                      |
| 1871                                     | 1871     | Victor Didiot                     |           |                                                       |
| 1871                                     |          | Charles Weber                     |           |                                                       |
| Les données manquantes sont à compléter. |          |                                   |           |                                                       |
| 1945                                     | 1977     | Fernand Lambert                   |           |                                                       |
| Les données manquantes sont à compléter. |          |                                   |           |                                                       |
| 1988                                     | 2002     | Jean Wellenreiter                 |           |                                                       |
| 2002                                     | En cours | Alain Pattar                      | SE-UDI    | Conseiller général du Canton d'Albestroff (2002-2015) |

## Économie
Quelques commerces alimentaires sont présents à Insming, ainsi que des activités de services (Garage automobile, ...) et un ensemble comprenant une jardinerie et des silos appartenant au groupe LORCA.

## Démographie
L'évolution du nombre d'habitants est connue à travers les recensements de la population effectués dans la commune depuis 1793. Pour les communes de moins de 10 000 habitants, une enquête de recensement portant sur toute la population est réalisée tous les cinq ans, les populations de référence des années intermédiaires étant quant à elles estimées par interpolation ou extrapolation. Pour la commune, le premier recensement exhaustif entrant dans le cadre du nouveau dispositif a été réalisé en 2006.

En 2022, la commune comptait 601 habitants, en évolution de +3,98 % par rapport à 2016 (Moselle : +0,52 %, France hors Mayotte : +2,11 %).
| 1793 | 1800 | 1806 | 1821 | 1831 | 1836 | 1841 | 1846 | 1851 |
| ---- | ---- | ---- | ---- | ---- | ---- | ---- | ---- | ---- |
| 686  | 797  | 416  | 865  | 875  | 919  | 872  | 888  | 880  |

| 1856 | 1861 | 1871 | 1875 | 1880 | 1885 | 1890 | 1895 | 1900 |
| ---- | ---- | ---- | ---- | ---- | ---- | ---- | ---- | ---- |
| 808  | 795  | 835  | 766  | 904  | 743  | 678  | 701  | 720  |

| 1905 | 1910 | 1921 | 1926 | 1931 | 1936 | 1946 | 1954 | 1962 |
| ---- | ---- | ---- | ---- | ---- | ---- | ---- | ---- | ---- |
| 747  | 712  | 599  | 589  | 560  | 564  | 544  | 665  | 620  |

| 1968 | 1990 | 1999 | 2006 | 2011 | 2016 | 2021 | 2022 | - |
| ---- | ---- | ---- | ---- | ---- | ---- | ---- | ---- | - |
| 599  | 631  | 607  | 602  | 609  | 578  | 597  | 601  | - |

## Culture locale et patrimoine

### Lieux et monuments
- Village jadis fortifié de remparts.

#### Édifices religieux
- église Saint-Clément et son buffet d'orgue du XVIIIe siècle, le plus grand de Moselle. Photos de l'église : Eglise St Clément et son orgue classé
- calvaire du XVIIe siècle ; des Moines 1611 au « Faubourg ». Photos du calvaire : Calvaire d'Insming
- ossuaire du cimetière (XVIIe siècle), inscrit au titre des monuments historiques par arrêté du 23 novembre 1987[26]. La description et les photos de l'Ossuaire : Ossuaire d'Insming
- Possédait un ancien prieuré bénédictin de l'abbaye de Saint-Mihiel.
- Synagogue : rue de la Synagogue, plaque marquant l’emplacement de l’ancienne synagogue détruite en 1989. Construite vers 1850 dans le style de l'époque Empire, avec fronton et pignon triangulaire, endommagée en 1942, cette synagogue fut rouverte après guerre et fonctionna jusqu'en 1977, année où, faute de fidèles, elle fut désaffectée. Elle a finalement été démolie en 1989 car les travaux de restauration étaient trop importants.

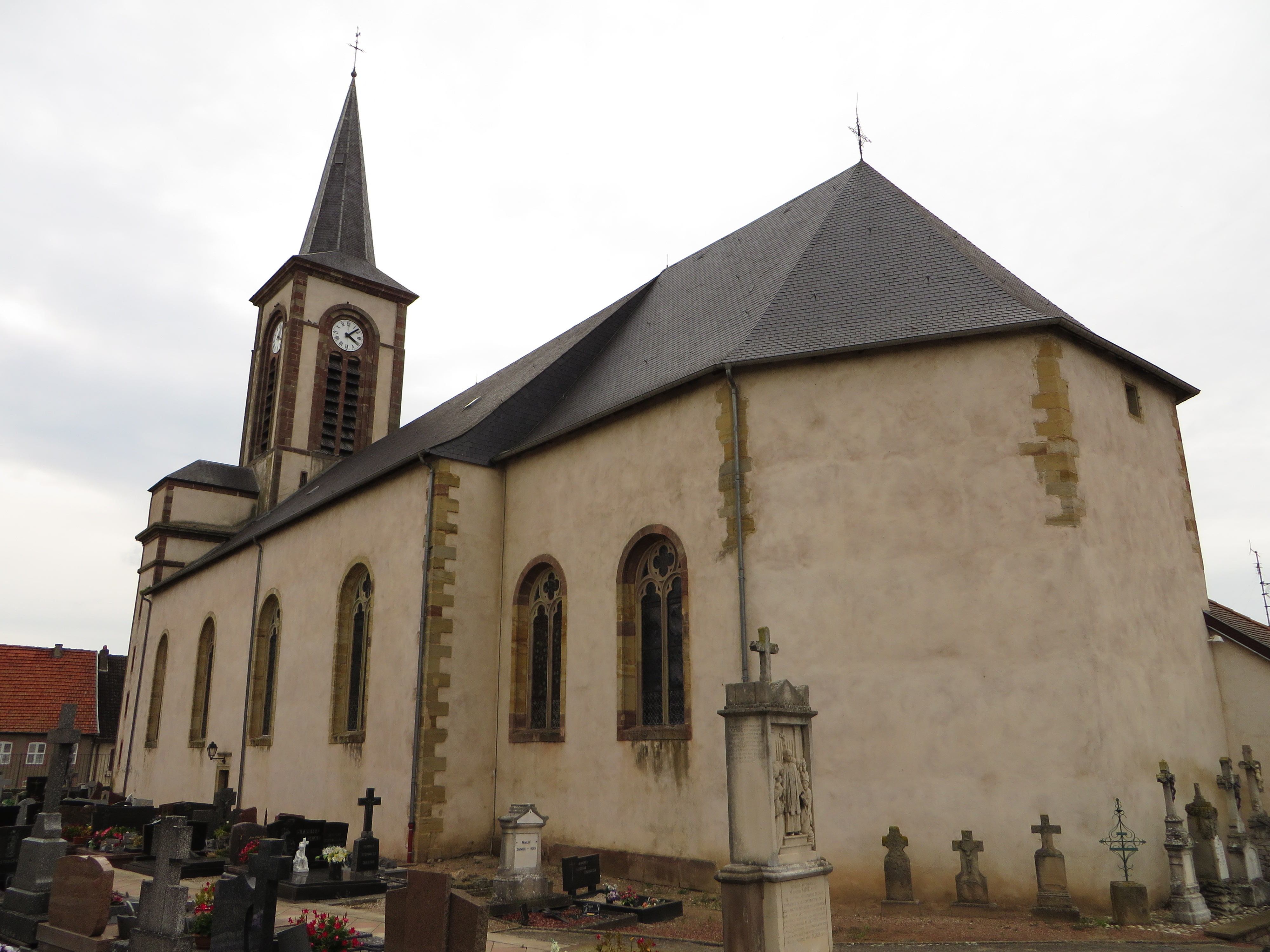
Église Saint-Clément.
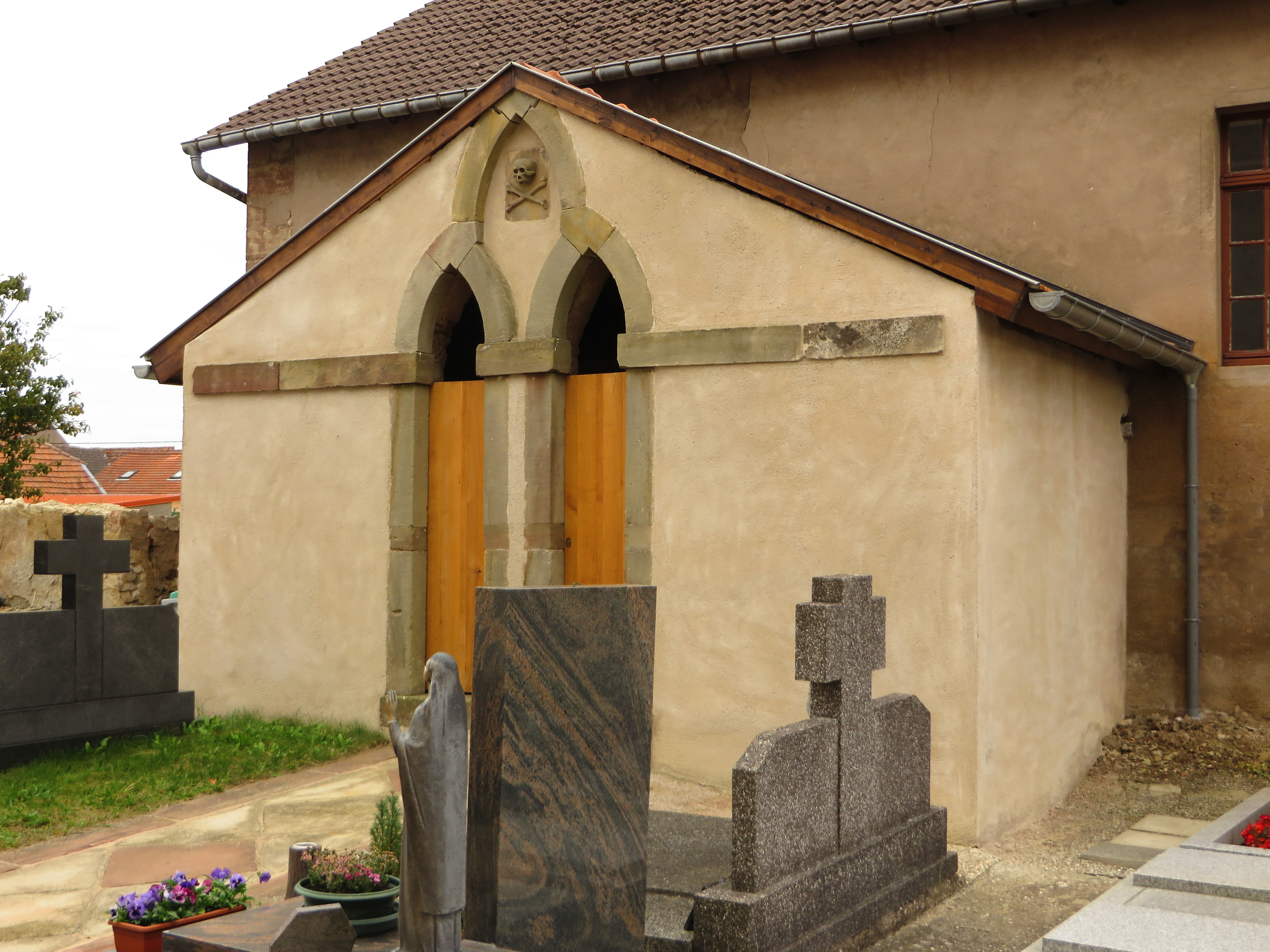
Ossuaire du cimetière.

### Personnalités liées à la commune
- Fernand Lambert (1904-1981) était maire d'Insming de 1945 à 1977. Non seulement a-t-il inauguré le premier collège en Moselle d'après-guerre, mais il a aussi contribué au développement économique et social du village.

### Héraldique
| Blason de Insming | Blason  | Coupé d'un parti de trois: au I fascé d'argent et de gueules de huit pièces, au II d'azur semé de fleurs de lis d'or brisé en chef d'un lambel de gueules, au III d'argent à la croix potencée d'or et cantonnée de quatre croisettes du même, au IV d'or à quatre pals de gueules, au V d'azur semé de fleurs de lis d'or, à la bordure de gueules, au VI d'azur au lion contourné d'or à la queue fourchue, armé, lampassé et couronné de gueules, au VII d'or au lion de sable, armé et lampassé de gueules, au VIII d'azur semé de croisettes recroisetées au pied fiché d'or, à deux bars adossés du même brochants, sur le tout d'or à la bande de gueules chargée de trois alérions d'argent. |
| Blason de Insming | Détails | Le manuscrit de Bugnon donne ces armoiries à Insming comme ayant été fixées en 1723, et le manuscrit 2058 de la bibliothèque Noël, lui donne aussi les mêmes armes. Il s'agit des armoiries personnelles du duc Antoine de Lorraine reprises par ses successeurs. |